# Tour de Gévaudan Occitania
O Tour de Gévaudan Occitania é uma competição de ciclismo francesa.
Reunia aos ciclistas mais destacados amadores dos anos 1980 e 1990, antes de desaparecer. A prova renasceu em 2006 com a ambição de converter-se rapidamente numa corrida para profissionais. Entrou no calendário do UCI Europe Tour em 2009 dentro da categoria 2.2, ascendeu à categoria 2.1 em 2014, voltou à 2.2 em 2017 e, com a mudança de nome, em 2018 passou a ser uma corrida de um dia de categoria 1.2.

## Palmarés
| Ano                                   | Ganhador           | Segundo            | Terceiro             |
| Tour de Gévaudan Languedoc-Roussillon |                    |                    |                      |
| ------------------------------------- | ------------------ | ------------------ | -------------------- |
| 1973                                  | Bernard Bourreau   |                    |                      |
| 1974                                  | Michel Charlier    |                    |                      |
| 1975                                  | Bernard Vallet     |                    |                      |
| 1976                                  | Joël Millard       |                    |                      |
| 1977                                  | Michel Charlier    |                    |                      |
| 1978-1979                             | Não se disputou    | Não se disputou    | Não se disputou      |
| 1980                                  | Philippe Chevalier |                    |                      |
| 1981                                  | Étienne Néant      |                    |                      |
| 1982                                  | Jean-Marie Landher |                    |                      |
| 1983                                  | Bernard Pinneau    |                    |                      |
| 1984                                  | Bernard Faussurier |                    |                      |
| 1985                                  | Jean-Paul Garde    |                    |                      |
| 1986                                  | Fabrice Lagrange   |                    |                      |
| 1987                                  | Denis Jusseau      |                    |                      |
| 1988                                  | Philippe Delaurier |                    |                      |
| 1989                                  | Luis Felipe Moreno |                    |                      |
| 1990                                  | Jewgeni Anaskin    |                    |                      |
| 1991                                  | Artūras Kasputis   |                    |                      |
| 1992                                  | Pascal Hervé       |                    |                      |
| 1993                                  | Pascal Churin      |                    |                      |
| 1994-2005                             | Não se disputou    | Não se disputou    | Não se disputou      |
| 2006                                  | Ludovic Martin     |                    |                      |
| 2007                                  | Tanel Kangert      | David Tanner       | Sébastien Grédy      |
| 2008                                  | Mateusz Taciak     | Julien Antomarchi  | Brice Feillu         |
| 2009                                  | David Rösch        | Julien Simon       | Sébastien Harbonnier |
| 2010                                  | Jérôme Coppel      | Guillaume Levarlet | Wilco Kelderman      |
| 2011                                  | Guillaume Levarlet | Jonathan Hivert    | Paul Voss            |
| 2012                                  | Davide Rebellin    | Robert Vrečer      | Rudy Molard          |
| 2013                                  | Yoann Bagot        | Stéphane Rossetto  | Sébastien Duret      |
| 2014                                  | Amets Txurruka     | Thomas Degand      | Alexis Vuillermoz    |
| 2015                                  | Thibaut Pinot      | Thomas Voeckler    | Stéphane Rossetto    |
| 2016                                  | Não se disputou    | Não se disputou    | Não se disputou      |
| 2017                                  | Guillaume Martin   | Romain Sicard      | Nicolas Edet         |
| Tour de Gévaudan Occitania            |                    |                    |                      |
| 2018                                  | Jaakko Hänninen    | Rein Taaramäe      | Geoffrey Bouchard    |

## Palmarés por países
| País            | Vitórias |
| --------------- | -------- |
| França          | 22       |
| Colômbia        | 1        |
| União Soviética | 1        |
| Lituânia        | 1        |
| Estónia         | 1        |
| Polónia         | 1        |
| Alemanha        | 1        |
| Itália          | 1        |
| Espanha         | 1        |
| Finlândia       | 1        |